# Svetlana Tširkova

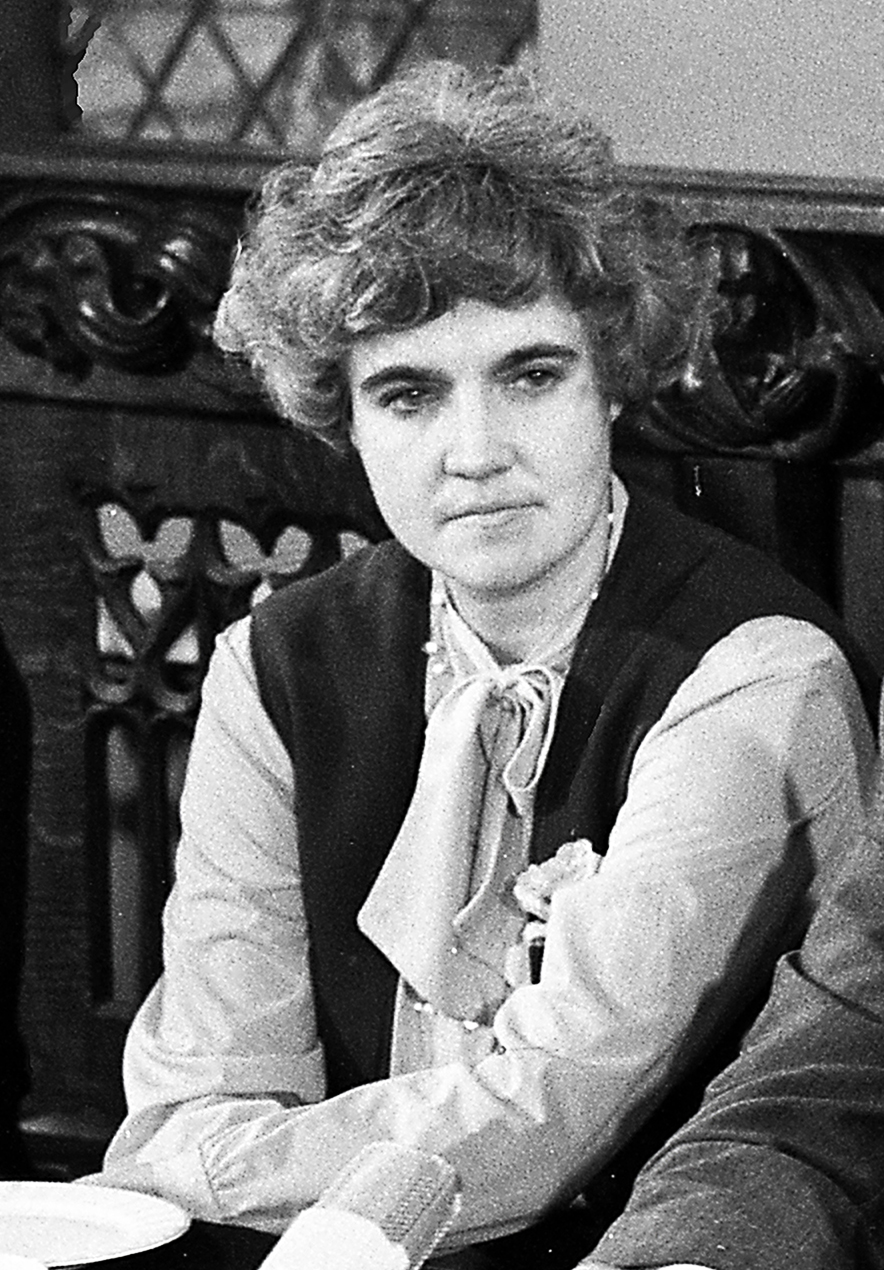
Svetlana Tširkova, 1984

Svetlana Michailowna Tširkova-Lozovaja (russisch Светлана Михайловна Чиркова Swetlana Michailowna Tschirkowa; * 5. November 1945 in Tupner, Rajon Ziwilsk, Tschuwaschische ASSR) ist eine ehemalige sowjetische Fechterin estnischer Herkunft.

## Leben und sportliche Erfolge
Svetlana Tširkova zog 1950 aus ihrer tschuwaschischen Heimat in die Estnische SSR. Sie lebte und trainierte seit 1955 in Tallinn. Seit 1968 gehörte sie der sowjetischen Nationalmannschaft der Florettfechterinnen an.
Bei den Olympischen Sommerspielen 1968 in Mexiko-Stadt gewann Svetlana Tširkova im Alter von 22 Jahren die Goldmedaille im Florett-Fechten (Mannschaftswertung). Bei den Olympischen Sommerspielen 1972 in München errang sie erneut in der sowjetischen Mannschaft die Goldmedaille.
1969 wurde sie Vizeweltmeisterin in der Mannschaft und belegte den dritten Platz in der Individualwertung. 1970 und 1971 war sie Weltmeisterin der Florettfechterinnen (Mannschaftswertung). Zwischen 1967 und 1978 war Svetlana Tširkova siebenmal estnische Meisterin.
1973 schloss Svetlana Tširkova ihr Studium am Pädagogischen Institut Tallinn ab. Seit 1977 war sie in der Estnischen SSR als Trainerin tätig. Seit 1980 trägt sie den Namen Svetlana Tširkova-Lozovaja.

## Auszeichnungen
- Estlands Sportlerin des Jahres 1969
- Orden des weißen Sterns 3. Kategorie (2006)[2]